# Caricelea
Caricelea là một chi nhện trong họ Trechaleidae.